# Кіт Григорій Семенович
Григорій Семенович Кіт (нар. 5 березня 1930 в селі Миколаїв, Пустомитівський район Львівської області — 11 грудня 2020 Львів) — український учений у галузі механіки деформівного твердого тіла, лауреат Державної премії України в галузі науки і техніки, премій НАН України ім. О. М. Динника та ім. М. О. Лаврентьєва, радник при дирекції Інституту прикладних проблем механіки і математики ім. Я. С. Підстригача НАН України, доктор фізико-математичних наук, професор, дійсний член Наукового товариства імені Шевченка в Україні, член Українського товариства з механіки руйнування матеріалів, Європейського товариства з цілісності конструкцій (ESIS), член-кореспондент НАН України. 

## Життєпис
Григорій Семенович Кіт народився 5 березня 1930 р. в селі Миколаєві Пустомитівського району Львівської області.
1953 року закінчив фізико-математичний факультет Львівського державного університету ім. Івана Франка (спеціальність механіка). Того року вступив до аспірантури при університеті. Займався дослідженням напруженого стану призматичних стержнів довільного однозв'язного профілю за чистого закруту (під керівництвом професора М. Я. Леонова), за результатом яких написав кандидатську дисертацію (1960).
1956 року розпочав наукову кар'єру молодшим науковим співробітником в Інституті машинознавства та автоматики АН України.
Протягом 1959—1964 років Григорій Кіт  — вчений секретар цього Інституту.
До 1972 року працює старшим науковим співробітником.
1973-1978 рр. — старший науковий співробітник Львівського філіалу математичної фізики Інституту математики АН України.
1978-1990 рр. — працює заступником директора Інституту з наукової роботи.
1990-2003 рр. — директор цього Інституту.
1980-2010 рр. — завідувач відділу математичних методів механіки руйнування і контактних явищ.
2010-2010 рр. — головний науковий співробітник відділу обчислювальної механіки деформівних систем.